# Arktischer Ozean

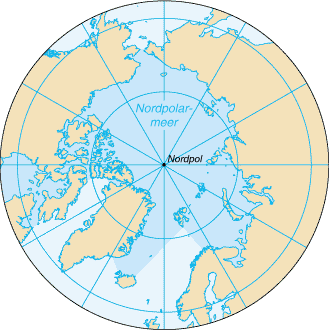
Der Arktische Ozean

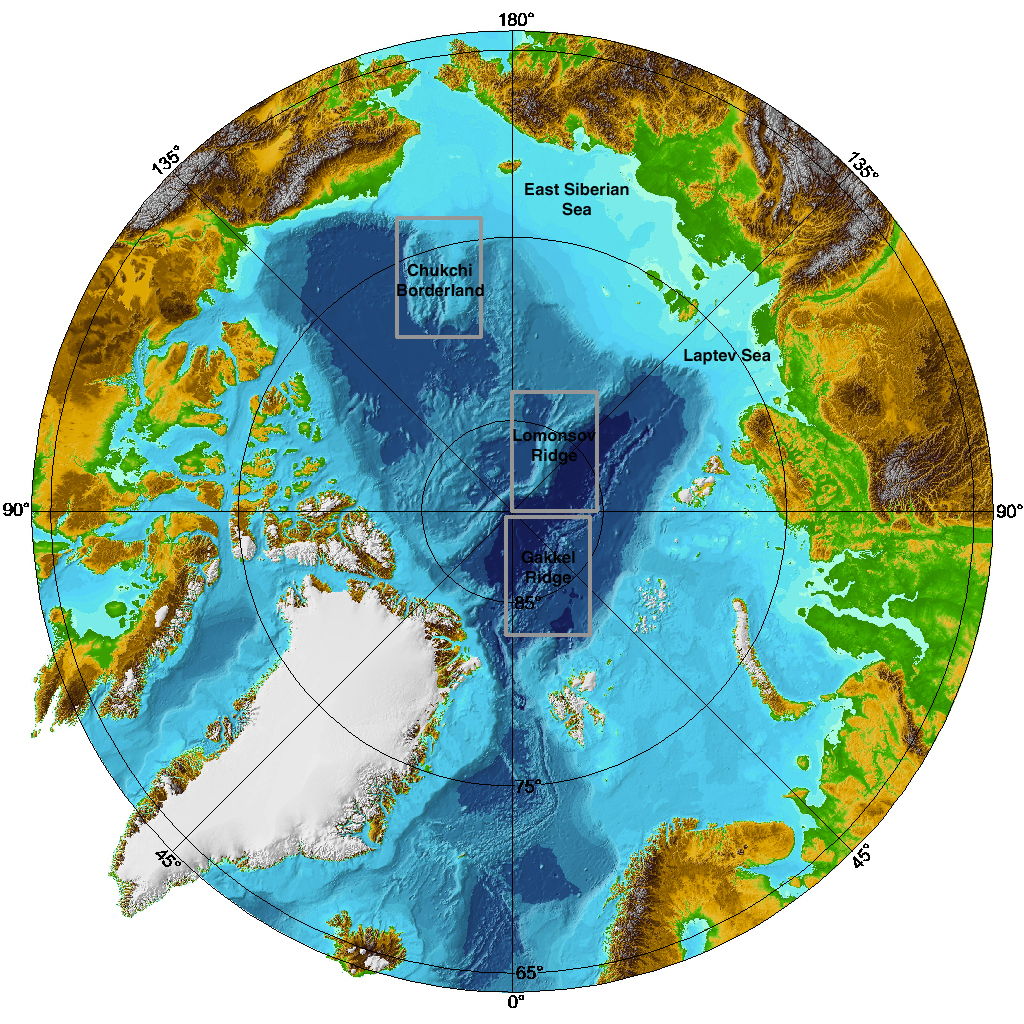
Der Arktische Ozean ist gekennzeichnet von zwei tiefen Ozeanbecken und einem ausladenden Schelfmeer.

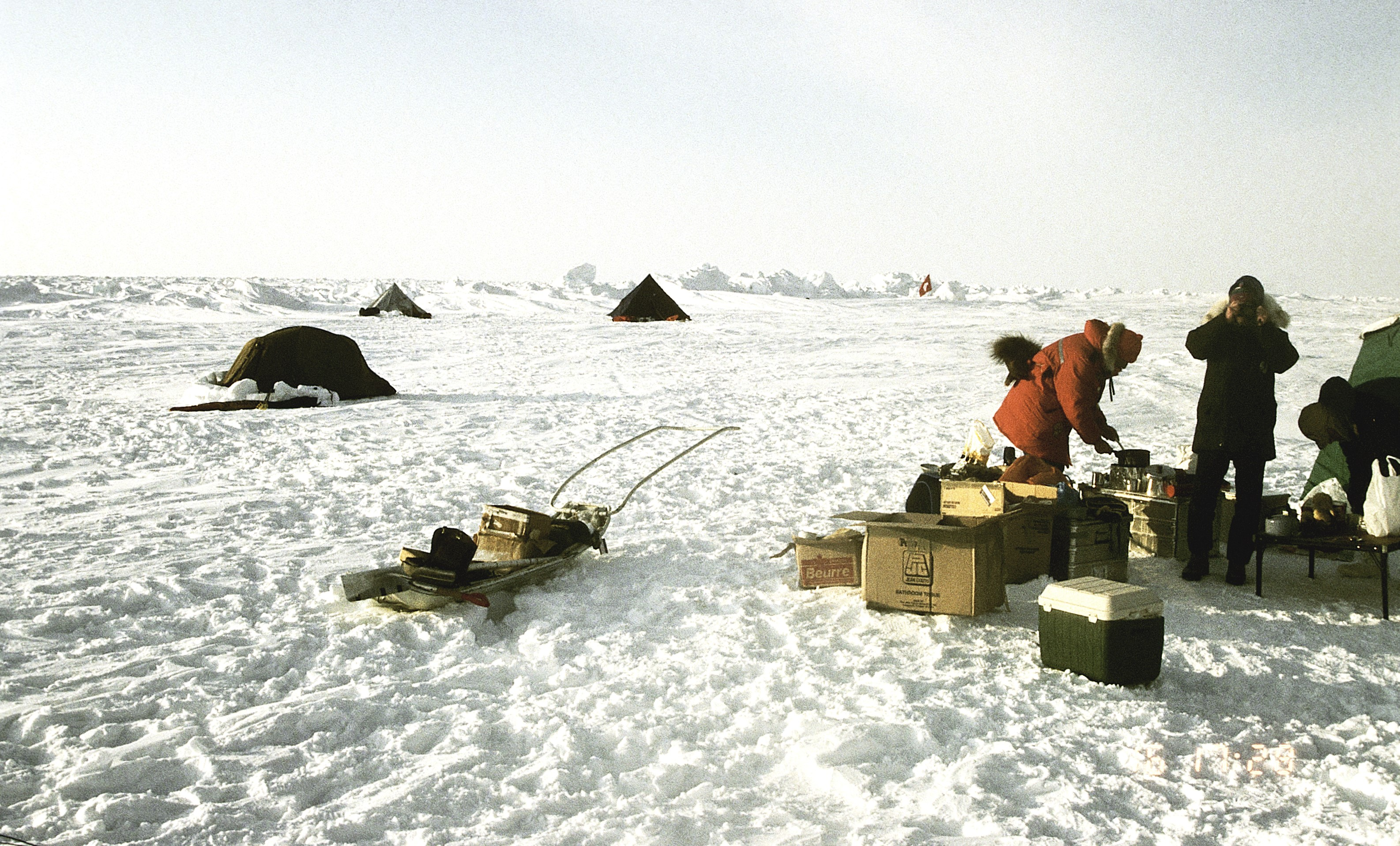
Die Packeisdecke des Arktischen Ozeans am geographischen Nordpol

Der Arktische Ozean, auch Nordpolarmeer, Nördliches Eismeer, Arktische See oder kurz Arktik genannt, ist mit 14,09 Millionen km² der kleinste Ozean der Erde. Mit einer durchschnittlichen Wassertiefe von 987 m zählt er zu den flacheren Meeren, seine größte Tiefe beträgt 5669 m. Er wird manchmal auch als Nebenmeer des Atlantischen Ozeans betrachtet. Der Arktische Ozean liegt in der Arktis und ist ganzjährig von Meereis bedeckt, wobei die Ausdehnung des Eises jahreszeitlich schwankt und durch den Klimawandel massiv abgenommen hat. Laut NASA verringert sich die sommerliche Meereisbedeckung derzeit um 12,6 % pro Dekade aufgrund von globaler Erwärmung.

## Geographie

### Nordpol
Innerhalb des Arktischen Ozeans bzw. auf dessen Inseln liegen die vier Pole der nördlichen Hemisphäre.

### Lage
Der Arktische Ozean, der sich im äußersten Norden der Nordhalbkugel der Erde befindet, liegt zwischen den drei Kontinenten Asien, Europa und Nordamerika. Daher gilt er auch als ein interkontinentales Mittelmeer, obwohl er wissenschaftlich betrachtet einer der fünf Ozeane der Erde ist.
Mit dem Atlantik ist der Arktische Ozean hauptsächlich durch das etwa 1500 km breite Europäische Nordmeer zwischen Grönland und Skandinavien verbunden, darüber hinaus durch schmale Meeresstraßen in der nordkanadischen Inselwelt, die zur Davisstraße westlich von Grönland führen. Mit dem Pazifik ist er nur durch die etwa 85 km breite Beringstraße verbunden.
Der Arktische Ozean hat eine Ausdehnung von rund 14,09 Millionen km² und ist großflächig von Eis bedeckt. Dabei nimmt die Eisbedeckung mit den Jahreszeiten zu und ab. Insgesamt hat die Eisfläche seit den 1970er Jahren deutlich abgenommen. Während die spät-sommerliche Eisbedeckung im September in den 1980er Jahren noch zwischen 6 und 7 Millionen km² betrug, beträgt diese in den 2010er Jahren nur noch durchschnittlich 4,13 Millionen km². Mitte September 2020 lag dieser Wert bei 3,8 Millionen km².

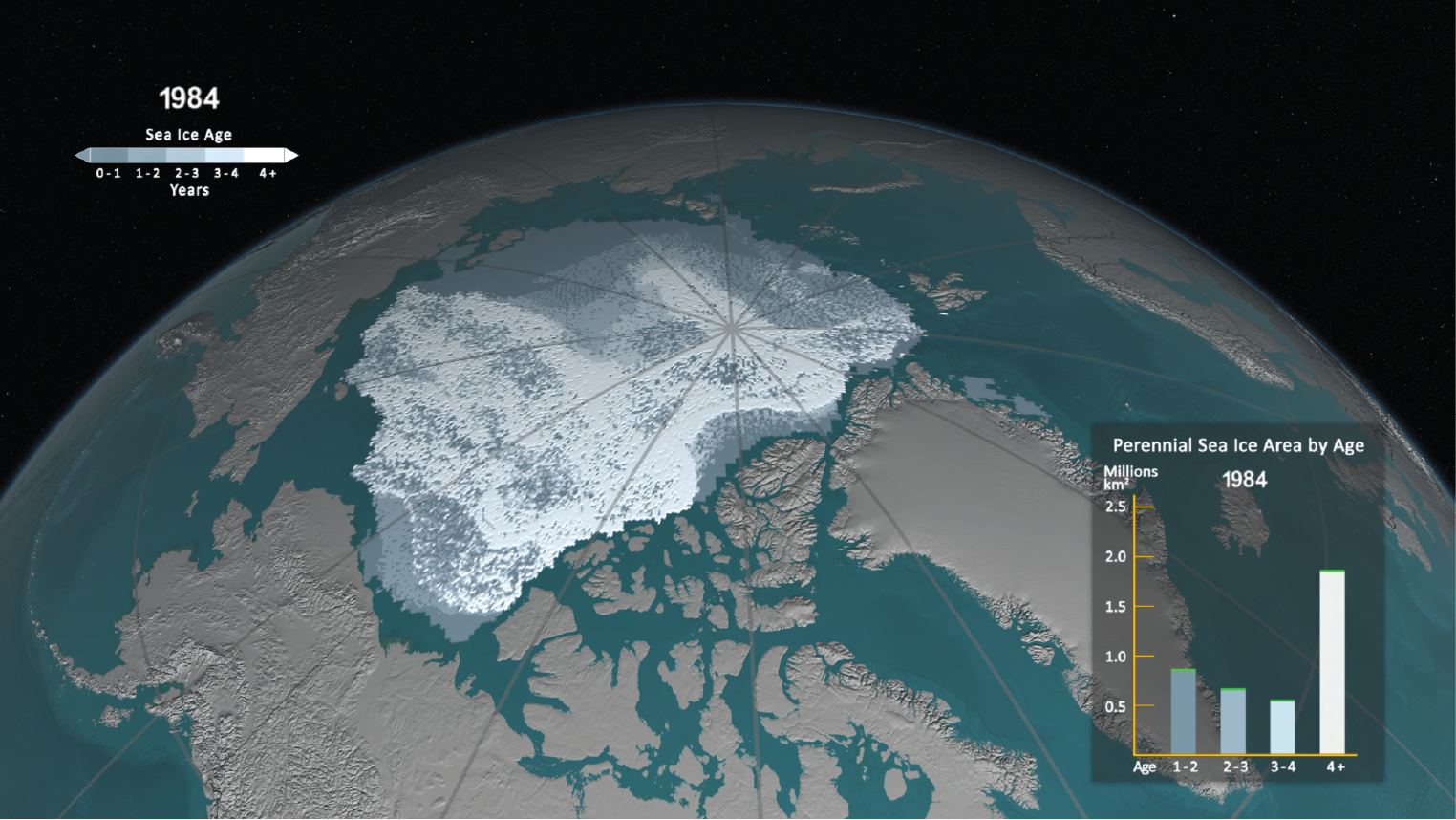
Arktische Meereisausdehnung im September 1984 mit deutlichem Anteil von mehrjährigem Eis

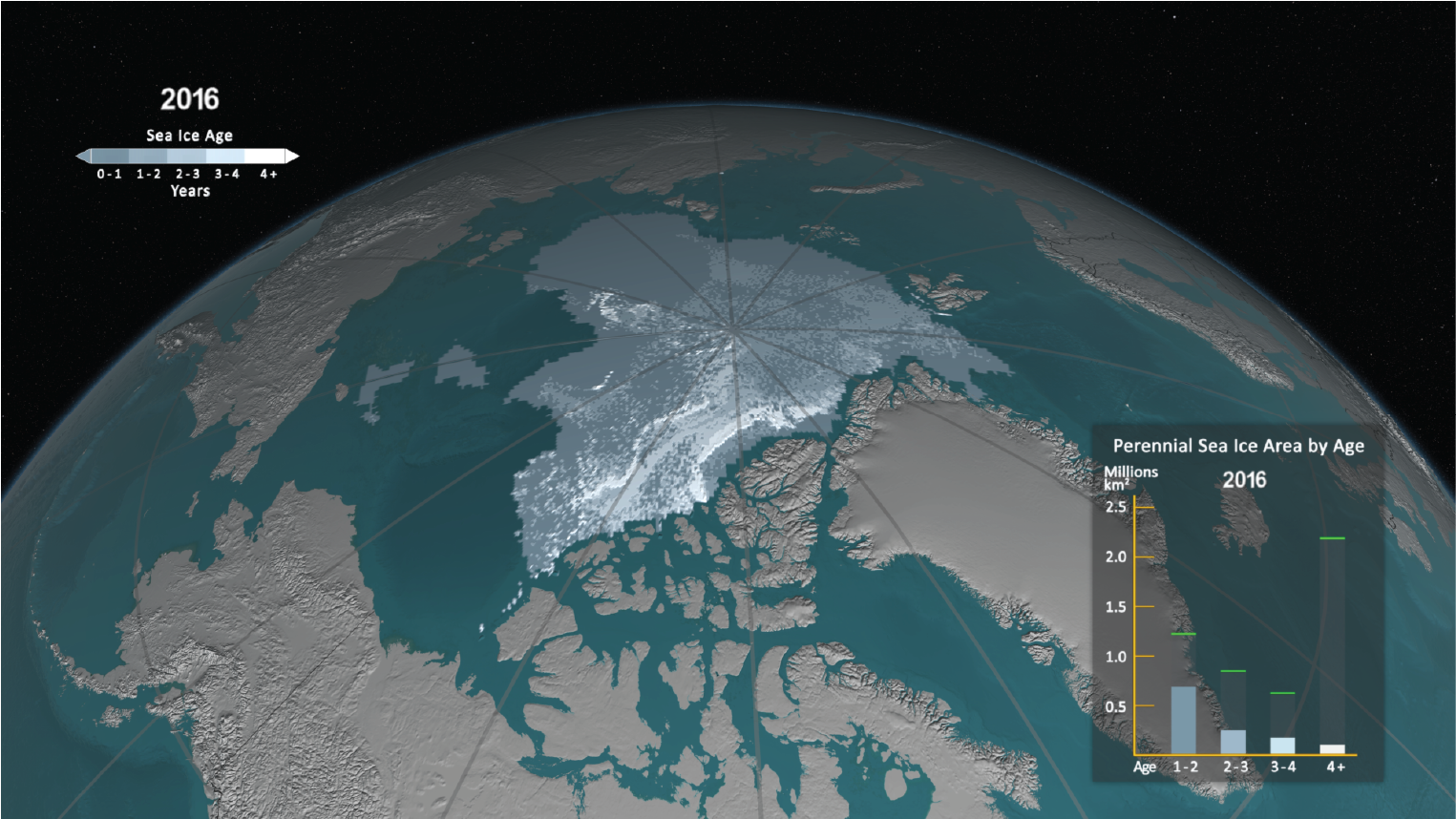
Geringere Meereisausdehnung im September 2016 mit reduziertem Anteil von mehrjährigem Eis

Im Molloytief, das sich 165 km westlich von Spitzbergen befindet, ist der Arktische Ozean bis 5669 m tief.

### Nebenmeere
Zwischen Grönland und Skandinavien grenzt der Arktische Ozean an das Europäische Nordmeer (das nördlichste Randmeer des Atlantiks) und zwischen Alaska und Ostsibirien an die Beringstraße, die zum Beringmeer (das nördlichste Randmeer des Pazifiks) überleitet. Grönlandsee und Europäisches Nordmeer sind auch Randmeere des Atlantiks, weil sie zu diesem Ozean überleiten. Auch weitere Nebenmeere des Arktischen Ozeans sind in folgender Tabelle gelistet:
| Bezeichnung           | Art        | Fläche (km²) | Durchschnittstiefe (m) |
| --------------------- | ---------- | ------------ | ---------------------- |
| Beaufortsee           | Randmeer   | 476.000      | 1.004                  |
| Lincolnsee            | Randmeer   | 64.000       |                        |
| Wandelsee             | Randmeer   |              |                        |
| Grönlandsee           | Randmeer   | 1.205.000    | 1.440                  |
| Europäisches Nordmeer | Randmeer   | 1.100.000    | <2.000                 |
| Weißes Meer           | Randmeer   | 90.000       | 60                     |
| Barentssee            | Randmeer   | 1.405.000    | 230                    |
| Karasee               | Randmeer   | 880.000      | 118                    |
| Laptewsee             | Randmeer   | 660.000      | 578                    |
| Ostsibirische See     | Randmeer   | 936.000      | 45                     |
| Hudson Bay            | Binnenmeer | 1.230.000    | 200                    |
| Tschuktschensee       | Randmeer   | 582.000      | 77                     |

### Zuflüsse
Fünf Flüsse, die zu den längsten der Welt gehören, münden in den Arktischen Ozean. Auf der euroasiatischen Seite sind das die großen sibirischen Flüsse Ob, Jenissei und Lena, in Nordamerika der Yukon River in Alaska und der kanadische Mackenzie River. Die in den Ozean eingetragene Wassermenge durch die sibirischen Flüsse ist etwa 3-4 mal größer als die der nordamerikanischen Zuflüsse. Die Forscher um Bruce Peterson behaupten, dass die ins Nordpolarmeer gelangte Süßwassermenge von 1936 bis 1999 um etwa 128 km³ bzw. etwa um sieben Prozent zugenommen hat.

### Angrenzende Staaten

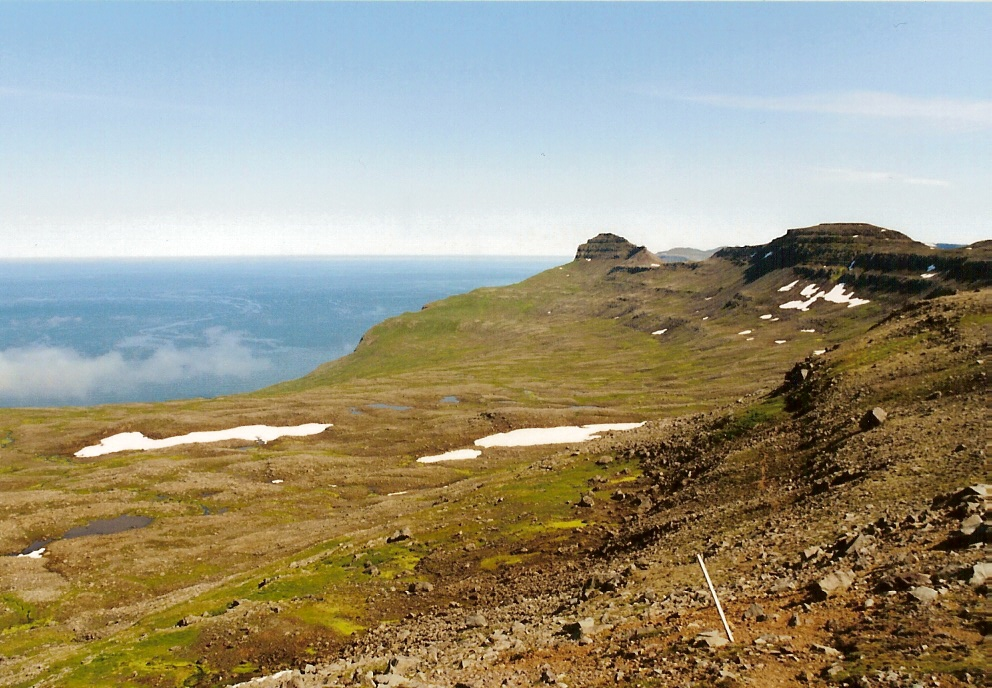
Hornstrandir auf Island; Blick auf die Dänemarkstraße, die den Arktischen Ozean mit dem Nordatlantik verbindet

Der Arktische Ozean grenzt jeweils an die nördlichen Gebiete folgender Länder und Landteile: Alaska (Vereinigte Staaten), Kanada und Grönland (Dänemark), Island, Norwegen sowie Russland. Die politische Zugehörigkeit verschiedener Teile des Arktischen Ozeans zu den Anrainerstaaten ist umstritten (→ Außenpolitik Russlands#Arktis).
Dänemark und Kanada haben am 14. Juni 2022 ihren jahrzehntelangen Streit („Whiskykrieg“) um die Hans-Insel offiziell beigelegt.

### Landmarken
- Kap Deschnjow
- Kap Morris Jesup
- Kap Tscheljuskin

### Inselwelt
Außerdem grenzt er unter anderem an folgende Inseln und Inselgruppen: Banksinsel, Franz-Joseph-Land, Königin-Elisabeth-Inseln mit Ellesmere-Insel, Grönland, Island, Kolgujew, Neusibirische Inseln, Nowaja Semlja, Sewernaja Semlja, Spitzbergen und Wrangelinsel.

## Geologie

### Meeresboden

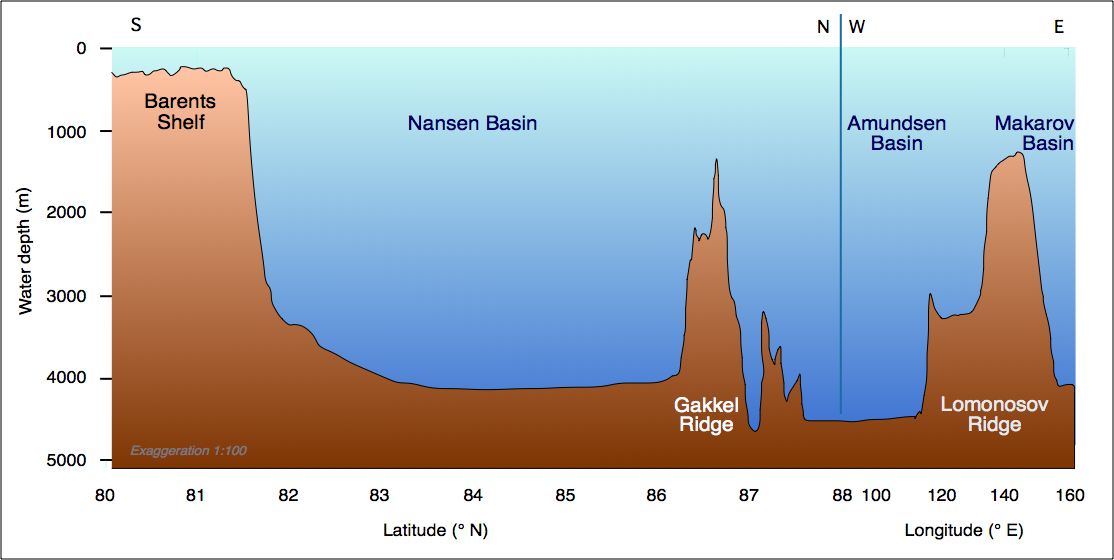
Tiefenprofil durch das Nordpolarmeer

Innerhalb des Arktischen Ozeans bzw. auf dessen Meeresboden befinden sich Schwellen, Tiefseebecken und ein Meerestief.
Zu den Schwellen gehören der Fletcherrücken, der Gakkelrücken, der Lomonossow-Rücken (Harrisschwelle), die Ostsibirische Schwelle und die Tschuktschenschwelle. Die drei großen Tiefseebecken, die sich alle im Zentrum des Ozeans befinden, sind das im Litketief bis 5449 m tiefe Eurasische Becken, das bis 4994 m tiefe Kanadische Becken und das bis 3290 m tiefe Zentralarktische Becken.

### „Mittelmeer des Nordens“ zeitweise salzfrei?
Wiederholt in der Erdgeschichte war in Kaltzeiten der Meeresspiegel stark abgesenkt, weil auf den Kontinenten dicke Gletscher lagerten. Bei in den Weltmeeren bis zu 130 m tieferem Wasserspiegel während der Weichsel-Kaltzeit vor 60.000 bis 70.000 Jahren wurden Arktis und Europäisches Nordmeer zu einem „Mittelmeer des Nordens“, stark durch Land umschlossen. Liegt nun ein dicker Panzer aus Gletschereis auf diesem Mittelmeer, reichen bis zu acht Neuntel seiner Dicke unter die Wasseroberfläche und können seichte Verbindungsreste – etwa westlich und östlich von Island – zu umgebenden Meeren verschließen. Gibt es reichlich Niederschlag auf dem Polareisgletscher, kann er bis zu mehrere hundert Meter Dicke erreichen sowie oben wachsen und unten zugleich durch Erdwärme schmelzen, damit darunter eingeschlossenes Salzwasser verdünnen und dadurch den Wasserkörper binnen weniger tausend Jahre aussüßen. Weiters können nach Norden fließende Flüsse im Sommer Süßwasser einspeisen.
Ein Team um Walter Geibert, Geochemiker vom Alfred-Wegener-Institut, schließt von fehlendem Thorium-230 (HWZ = 75.000 a) in Sedimentschichten dieses Mittelmeeres auf Salzfreiheit seines Wassers während zumindest zweier Kaltzeiten, nämlich auch in der Saale-Kaltzeit vor 150.000 bis 130.000 Jahren.

## Schifffahrt
Der Arktische Ozean wird etwa drei bis fünf Monate im Jahr durch die Schifffahrt genutzt, die Russland in der Nordostpassage und die USA und Kanada in der Nordwestpassage betreiben. Der russische Staat unterhält zu diesem Zweck eine Atomeisbrecherflotte. In geringem Maß finden auch Expeditionskreuzfahrten statt. Ferner sind im Arktischen Ozean U-Boote mehrerer Nationen aktiv. Die wichtigsten Häfen sind Churchill, Archangelsk, Seweromorsk, Dikson, Murmansk, Pewek und Tiksi.
Am 27. August 2014 drang das Expeditionskreuzfahrtschiff Hanseatic unter Kapitän Thilo Natke bis auf eine Distanz von rund 480 Kilometern zum Nordpol vor; die Hanseatic gelangte an eine Nordposition, die bis dahin nur von Eisbrechern erreicht werden konnte und stellte damit einen Weltrekord auf.

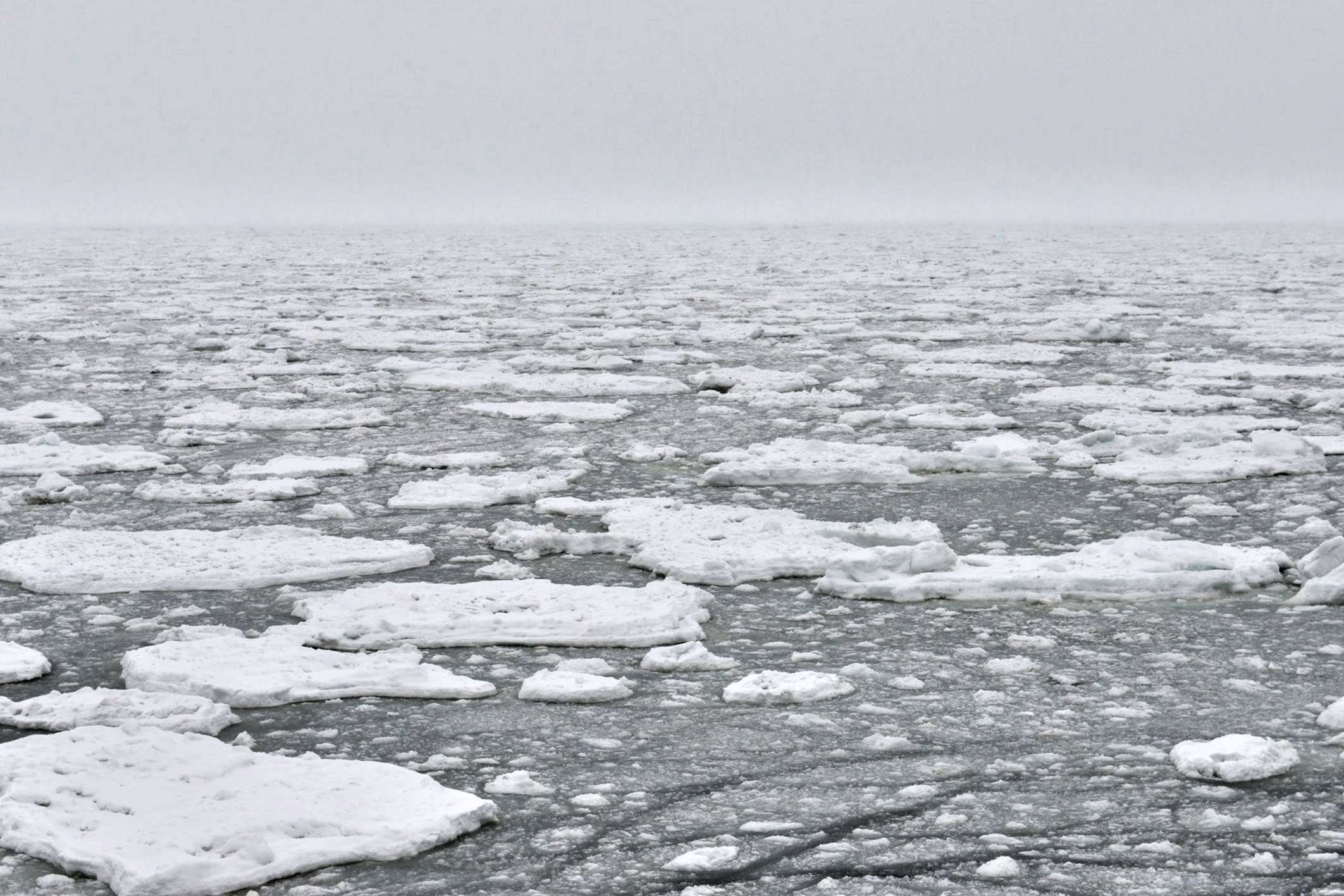
Aufnahme von Bord der Hanseatic:
Polareisgrenze
(Rekordposition 85°40,7818’ N, 135°38,8735‘ O)

## Tierwelt

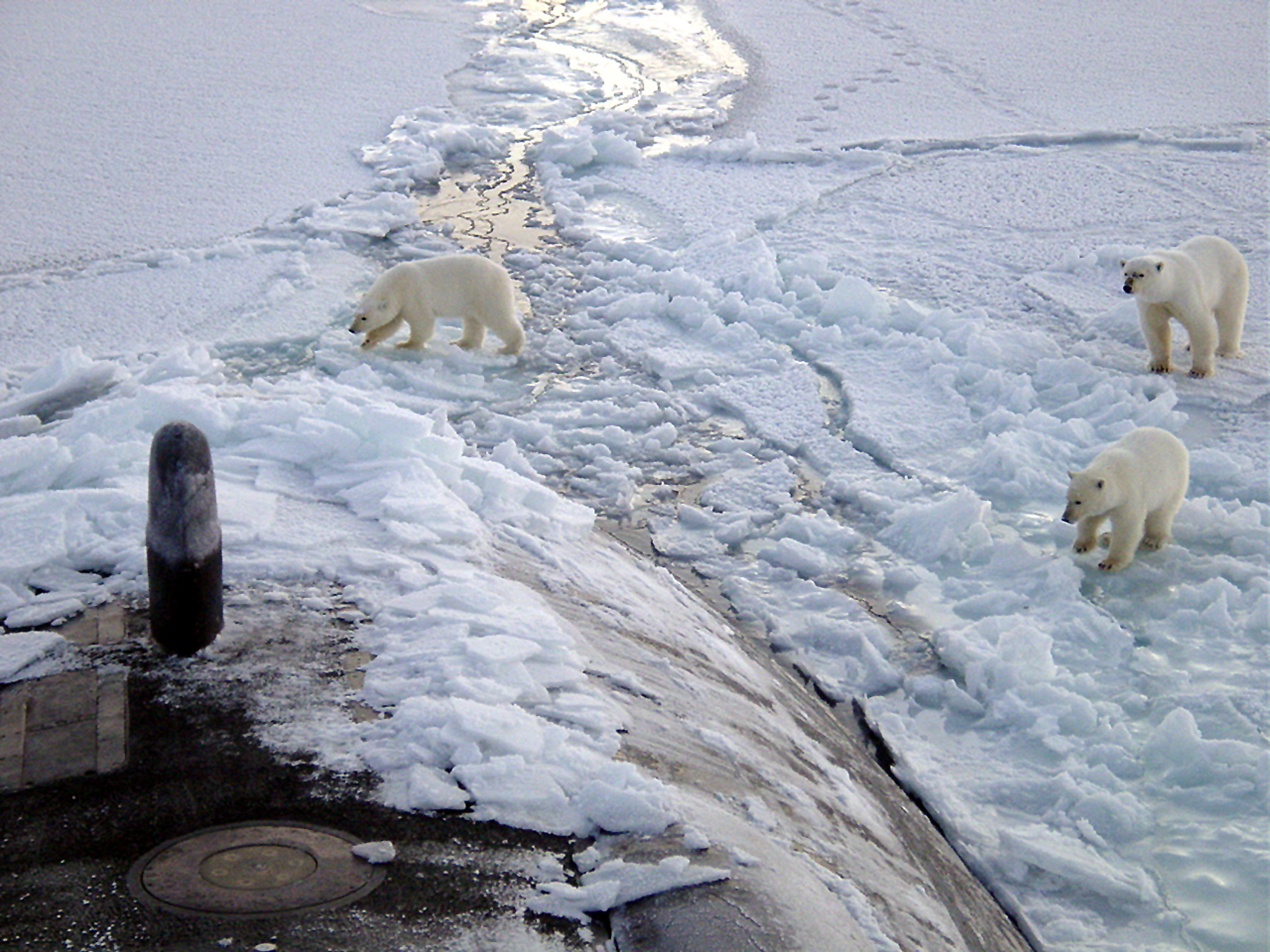
280 Meilen vom Nordpol: Drei Eisbären betrachten neugierig das U-Boot Honolulu

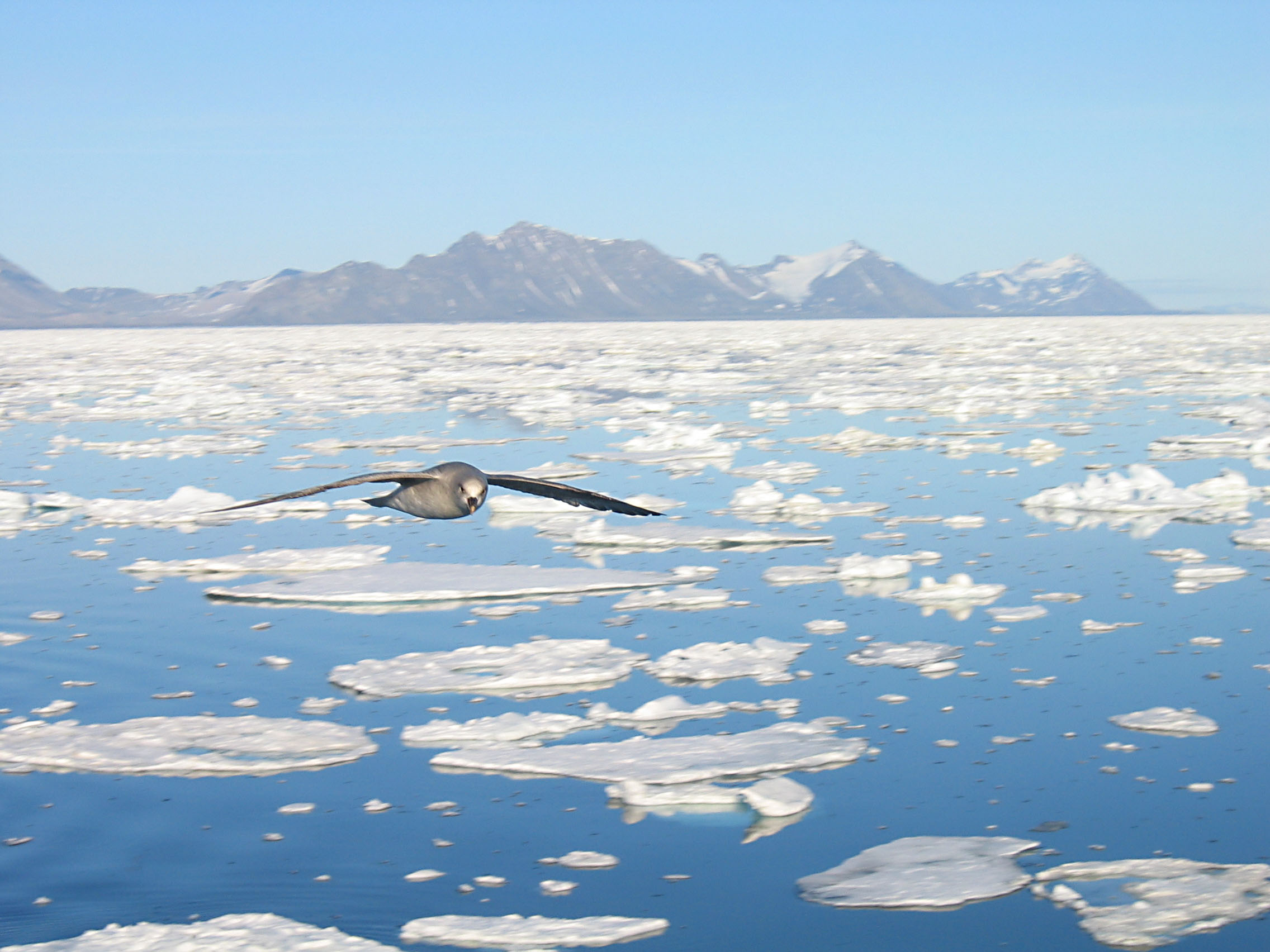
Eissturmvogel vor Spitzbergen

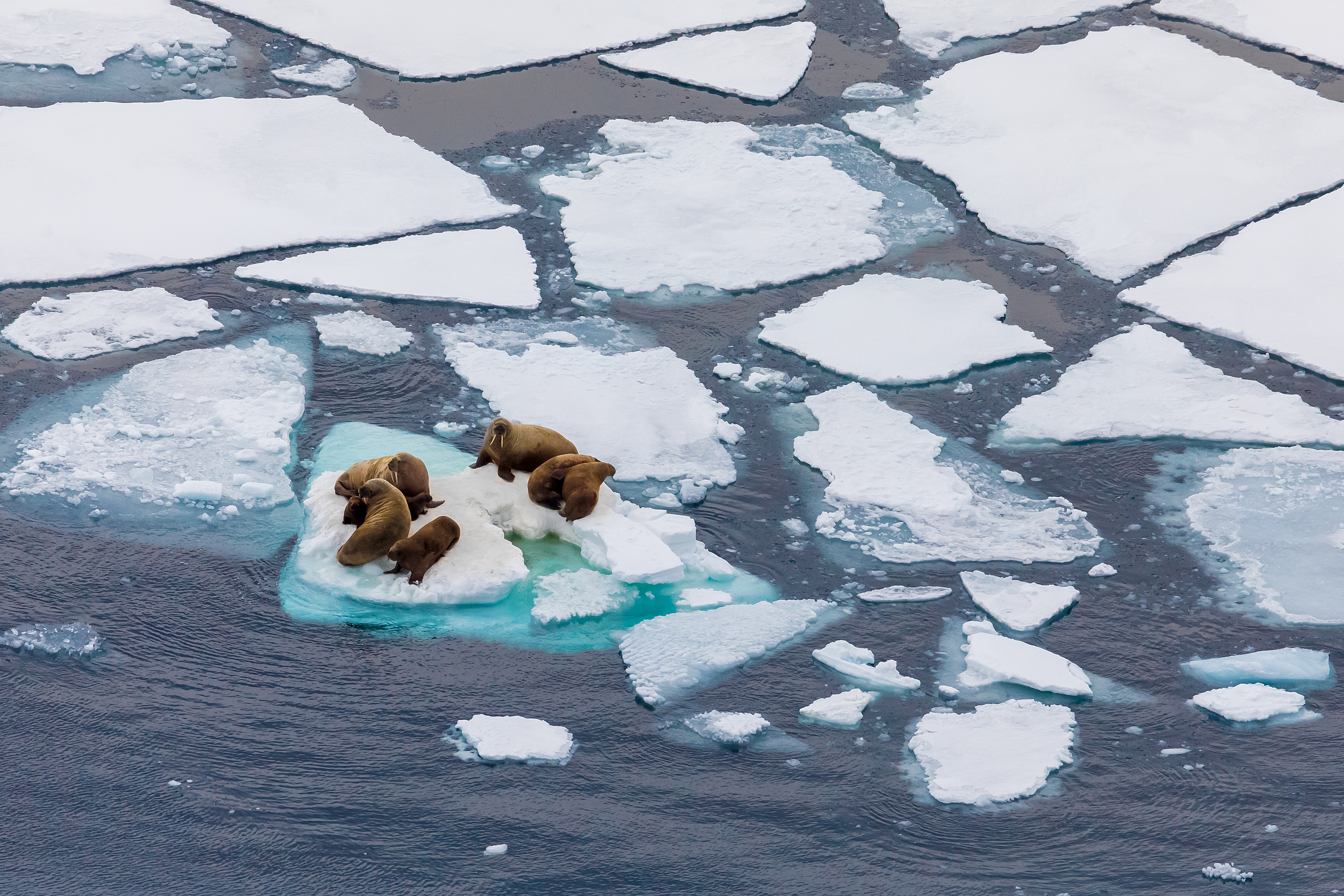
Walrosse vor Franz-Josef-Land in der Barentssee

Aufgrund der ausgeprägten Saisonalität in der Arktis von Mitternachtssonne im Sommer und Polarnacht im Winter beschränkt sich die Primärproduktion photosynthetisierender Organismen wie Eisalgen und Phytoplankton auf die Frühlings- und Sommermonate (März/April bis September). Wichtige Konsumenten von Primärproduzenten im zentralen Arktischen Ozean und den angrenzenden Schelfmeeren sind Zooplankton, insbesondere Copepoden (Calanus finmarchicus, Calanus glacialis und Calanus hyperboreus) und Krill, sowie eisassoziierte Fauna (z. B. Amphipoden). Diese Primärkonsumenten bilden ein wichtiges Bindeglied zwischen den Primärproduzenten und höheren trophischen Ebenen. Die Zusammensetzung der höheren trophischen Ebenen im Arktischen Ozean variiert mit der Region (atlantische Seite vs. pazifische Seite) und mit der Meereisbedeckung. Sekundäre Konsumenten in der Barentssee, einem vom Atlantik beeinflussten arktischen Schelfmeer, sind hauptsächlich subarktische Arten, darunter Hering, junger Kabeljau und Lodde. In den eisbedeckten Regionen des zentralen Arktischen Ozeans ist der Polardorsch ein zentraler Beutegreifer der Primärkonsumenten. Die Spitzenprädatoren im Arktischen Ozean – Meeressäugetiere wie Robben, Wale und Eisbären, machen Jagd auf Fische.

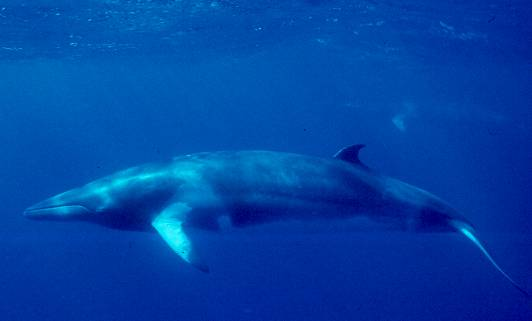
Zwergwal

Zu den gefährdeten Meereslebewesen im Arktischen Ozean gehören Walrosse und Wale. Das Gebiet hat ein empfindliches Ökosystem und ist dem Klimawandel besonders ausgesetzt, da es sich schneller erwärmt als der Rest der Welt. Gelbe Haarquallen sind in den Gewässern der Arktis reichlich vorhanden. Der Gebänderte Butterfisch ist die einzige Butterfischart, die im Arktischen Ozean lebt.
Etwa 50 Arten von Seevögeln, darunter Alken, Sturmvögel, Kormorane, Möwen, Seeschwalben und Greifvögel, drängen sich im Juni und Juli an den Brutfelsen und Stränden. Sie alle holen ihre Nahrung aus dem Meer. In der Arktis pflanzen sich acht Robben-Arten fort, sechs davon zwischen dem Eis. Am größten werden die Walrosse, deren Bullen über vier Meter lang und über eine Tonne schwer werden. Sie leben vorwiegend entlang der Küsten Ostsibiriens, Alaskas, Kanadas, Grönlands und Nordskandinaviens, tauchen im flachen Wasser nach Muscheln und anderen wirbellosen Bodenbewohnern. Die Jungen werden im Mai auf dem Treibeis geboren. Arktische Seebären pflanzen sich nur auf den Inseln der Beringstraße fort.

## Gefährdung
Aufgrund der stärkeren Erwärmung der Arktis hat die durchschnittliche Eisbedeckung des Arktischen Ozeans in den letzten Jahrzehnten um 12,85 % pro Dekade abgenommen. Besonders das dicke, mehrjährige Eis, das die Arktis früher dominiert hat, ist massiv zurückgegangen. Der Rückgang der Eisbedeckung führt mit zu einer Erwärmung des Meerwassers, was wiederum den Rückgang der Eisbedeckung beschleunigt (→ Polare Verstärkung).
Es besteht die Befürchtung, dass über die Grundwasser-Ströme der Flüsse Tetscha und Ob stark kontaminiertes Wasser des Karatschai-Sees (im südlichen Ural, Russland) in den Arktischen Ozean gelangen könnte. Dadurch würde eine der letzten großen Wildnisse verseucht werden. Mögliche Folgen für die Tier- und Pflanzenwelt sind nicht exakt abschätzbar.
Die russische Marine hat (auch) in der Arktik Atomreaktoren von Schiffen und/oder atombetriebene Schiffe, darunter U-Boote versenkt, deponiert oder verloren. Siehe: Atommüllproblematik der russischen Marine. Russland betreibt das erste schwimmende Kernkraftwerk seit 2020 im Arktikhafen Pewek.